# Хайнрих I (Еберщайн)
Хайнрих I фон Еберщайн (на немски: Heinrich I von Eberstein; * пр. 1270; † 1303/ 14 март 1322) от швабския благороднически род Еберщайни е граф на Еберщайн.
Той е най-малкият син на граф Ото I фон Еберщайн (* ок. 1170; † 1278/1279) и третата му съпруга Беатрикс фон Краутхайм († сл. 1262), дъщеря на Волфрад II фон Краутхайм († 1252) и съпругата му фон Грумбах-Ротенфелс.
Брат е на граф Ото II фон Еберщайн († 1286/1287), Волфрад († 1284/1287) и на Беатрикс († сл. 1302), омъжена сл. 1267 г. за пфалцграф Хуго IV (III) фон Тюбинген († ок. 1267) и 1283 г. за граф Конрад фон Флюгелау († 1301). Полубрат е на Аделхайд († 1291), омъжена 1251 г. за Хайнрих II фон Лихтенберг, фогт на Страсбург († 1269), и на Кунигунда († 1284/1290), омъжена 1257 г. за маркграф Рудолф I фон Баден (1230 – 1288).

## Фамилия
Хайнрих I фон Еберщайн се жени за Клара фон Фрундсберг (* пр. 1322; † 1327). Те имат децата:
- Отман (* пр. 1318; † сл. 1363)
- Бертолд V (* пр. 1313; † 1350/1360)
- Хайнрих II (* 1314; † 1367), граф на Еберщайн, женен пр. 14 септември 1352 г. за Магарета фоn Йотинген (* пр. 1360; † сл. 1393), дъщеря на граф Лудвиг XI фон Йотинген († 1370) и Имагина фон Шауенбург († 1377)
  - Вилхелм II († 9 март 1385), граф на Еберщайн, женен за Маргарета фон Ербах († 1395)
- Вилхелм I (* пр. 1331; † 1375)
- Хайлика († сл. 1318), омъжена пр. 2 ноември 1318 г. за граф Вилхелм II фон Тюбинген († 1327), син на граф Готфрид I фон Тюбинген-Бьоблинген († 1316) и Елизабет фон Фюрстенберг († сл. 1319)
- Клара (* сл. 1327)
- Беатрикс (* пр. 1331; † сл. 1369), омъжена за Албрехт Хумел фон Лихтенберг
- Елизабет (* пр. 1341; † сл. 1363/ок. 1382)